# Kabuki
Kabuki (jap. 歌舞伎, u značenju: „pjesma-ples-vještina” ili „neobično kazalište”) je vrsta tradicionalnog japanskog kazališta u obliku igrane drame; nastalo krajem 16. i početkom 17. stoljeća (razdoblje Edo); oslikava tadašnje političke i društvene promjene u zemlji, povijesne događaje, moralne konflikte u ljubavnim odnosima i sl. Nasuprot starijim umjetničkim oblicima kao što je noh kazalište, koji su bili rezervirani za aristokraciju, kabuki je bio popularan među siromašnijim stanovništvom u gradovima. Od 2008. godine kabuki kazalište je upisano na UNESCO-ov popis nematerijalne svjetske baštine u Aziji i Oceaniji.
Najpoznatije kabuki kazalište je Kabukiza u Tokiju.

## Povijest
Kabuki je nastao početkom 17. stoljeća kada je Izumo no Okuni, vjerojatno miko (šamanska šinto svećenica) u hramu Izumo-taisha, počela izvoditi nove plesove i pjesme u presuhlim koritima rijeke Kyoto. Prvotno su u kabikiju glumile samo žene, ali im je kasnije to zabranjeno i otada ženske uloge glume muškarci.
Kada je Tokugawa Ieyasu 1603. godine dobio titulu šoguna, u Japanu je otpočelo razdoblje jake vojno-centralizirane države i potpune izolacije. Ipak, japanski umjetnici su uspjeli iskoristiti takvo stanje za razvijanje umjetnosti, u kazalištu se razvija kabuki i bunraku drame, a u slikarstvu ukiyo-e (drvorez u boji). Kada se Japan 1868. god. otvorio svijetu, kabuki glumci nastojali pojačati ugled ovog kazališta među gornjom klasom građana i prilagoditi tradicionalne stilove modernom ukusu. Danas je kabuki najpopularniji oblik tradicionalnog japanske drame.

## Odlike
Izvorno su u kabuki kazalištu glumile samo žene, ali su s vremenom muške uloge preuzeli muškarci, a kasnije i sve ženske, što je ostalo do danas. Glumci koji su se specijalizirali za ženske uloge se nazivaju onnagata. Ostale dvije značajne vrste glumaca su aragoto (grubi stil glume) i wagoto (nježni stil). Glumci koriste staromodni jezik koji sve teže razumiju čak i današnji Japanci. Pri tome govore monotonim glasom, praćeni tradicionalnim japanskim instrumentima. Pozornica je opremljena s nekoliko sprava kao što je pješački most (hanamichi) koji se može pružiti u gledalište.
Kabuki drame se bave povijesnim događajima i moralnim ljubavnim sukobima. Njegove osobitosti su jedinstvena glazba, kostimi, kazališne naprave i pomagala, kao i specifične drame, jezik i načini glume kao što je mie u kojemu glumac mora držati određenu pozu koja utvrđuje njegov karakter. Keshÿ, posebna vrsta snažne šminke, pruža element lako prepoznatljivog stila, čak i onima koji nisu upoznati s ovim umjetničkim oblikom. Tako je nastao izraz kabukimono (歌舞伎者) za osobe koje bi se odjevale bizarno i šepurile po ulici.

## Vanjske poveznice
- Kabuki - tradicionalno japansko kazalište